# Aïn Hessania
Aïn Hessania là một đô thị thuộc tỉnh Guelma, Algérie. Dân số thời điểm năm 2002 là 6.371 người.